# Kraljevečki Novaki
Kraljevečki Novaki  smješteni su na istočnoj margini grada Zagreba i sastavni su dio naselja Sesvete. Strateški zauzimaju dobar položaj, jer su sjecište prometnica (autocesta) za ostale dijelove Hrvatske. Mještani još prave diobu na donje i gornje Kraljevečke Novake iz tog razloga što ih djeli državna cesta cesta Zagreb - Dugo Selo - Bjelovar (D41). 
Kraljevački Novaki imaju oko 2000 stanovnika. Znatan porast stanovništva je uslijedio početkom 80-ih godina 20. stoljeća iz Slavonije, Dalmacije, Zagorja, Hercegovine, Banovine, Like, a pravi bum početkom domovinskog rata, kad se počinju naseljavat ljudi iz okupiranih područja RH, naročito bosanske posavine. Odlukom iz 31.12.1990, o ukidanju općina Sesvete postaje gradska četvrt, a naselje Kraljevečki Novaki postaje sastavni dio gradske četvrti Sesvete.Naselje je bogato šumom i livadama, stoga ne manjka mjesta rekreaciji na otvorenom i uživanja u ljepotama prirode.
Vremenska zona Kraljevačkih Novaka je Srednjoeuropsko vrijeme (GMT +1) po ljeti (GMT +2)
Prevladava umjereno topla klima s prosječnom ljetnom temperaturom od oko 20°C, a prosječnom zimskom od oko 1° C
Broj poštanskog ureda je 10360 Sesvete, a udaljeni su od središta Zagreba 14 km.